# مائورو جولیانی

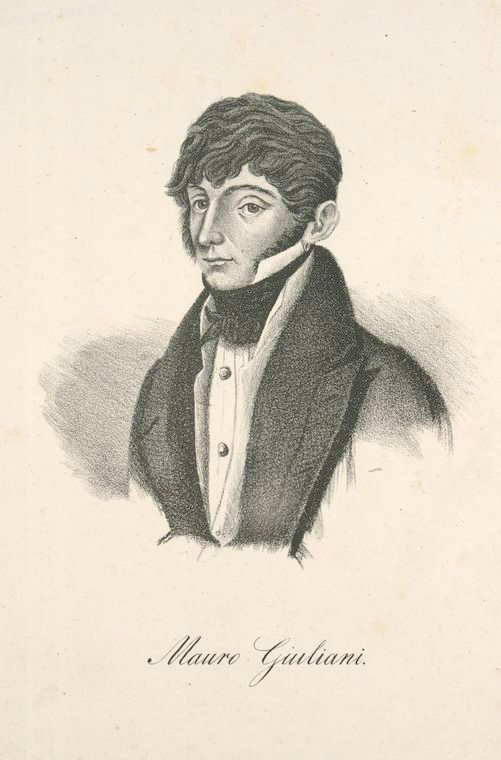
مائورو جولیانی

مائورو جولیانی (به ایتالیایی: Mauro Giuliani) (زادروز ۲۷ ژوئیه ۱۷۸۱ – درگذشته ۸ مه ۱۸۲۹) نوازندهٔ گیتار کلاسیک و ویولن‌سل، آهنگساز و یکی از پیشگامان گیتار کلاسیک در قرن نوزدهم میلادی اهل ایتالیا بود.
او گیتار را خودآموز فراگرفته بود و در ۱۸ سالگی اجرای کنسرت را آغاز نمود، وی ابتدا در موطن خود، ایتالیا و سپس در فرانسه به اجرای کنسرت پرداخت. از سال ۱۸۰۷ به مدت ۱۲ سال در وین اقامت کرد. مجلهٔ موسیقی چاپ وین در سال ۱۸۰۸ او را به‌عنوان «یکی از بزرگترین اساتید زندهٔ کنونی» معرفی کرد.
از جولیانی حدود ۳۰۰ اثر، از جمله ۳ کنسرت برای گیتار و ارکستر، دوئتهایی برای ویولون و گیتار و همچنین یک روش آموزش گیتار به‌جا مانده‌است.